# Antonio Dionisio Muñiz Rodríguez
Antonio Dionisio Muñiz Rodríguez, monje cisterciense fray Roberto Muñiz (Avilés, 9 de octubre de 1739 - ?, c. 1803), historiador y bibliógrafo español de la Ilustración.

## Biografía
Tercer y último hijo de Francisco Muñiz Álvarez y Ana Rodríguez Menéndez de los Reyes, tomó el hábito de San Bernardo a los dieciséis años el 3 de mayo de 1755 en el monasterio cisterciense de Matallana (Valladolid) y cambió su nombre por el de Roberto. Es casi seguro que cursó filosofía en el colegio del monasterio de Meirá y luego pasaría a Salamanca o Alcalá. Fue designado sucesivamente abad de Rioseco (Burgos), Sacramenia (Segovia) y San Martín de Castañeda (Zamora) y fue además examinador sinodal del arzobispo de Sevilla y confesor en el monasterio de Santa María la Real de las Huelgas de Burgos, Belén del mismo lugar y las Huelgas de Valladolid. 
Escribió los ocho volúmenes de su Médula histórica cisterciense: origen, progreso, méritos y elogios de la Orden del Císter... (Valladolid, 1788-91, 8 vols.), que se completa con un gran trabajo bibliográfico, la Biblioteca Cisterciense Española (Burgos: Joseph de Navas, 1793), en que da noticia biobibliográfica de unos trescientos ochenta escritores cistercienses españoles y portugueses. También compuso una Colección de varios privilegios, bulas y donaciones a monasterios, catedrales y particulares con algunas notas y otras obras menores.
En cuanto a la Médula histórica, su estructura es la siguiente:
- El primer tomo es una historia de la Orden del Císter y sus reformas (1781).
- El segundo contiene las biografías de los papas, cardenales, arzobispos y obispos de la misma orden (1782).
- El tercero compendia las vidas de algunos santos apóstoles, mártires, abades y confesores de esta misma orden (1784).
- El cuarto es una historia de las Religiosas cistercienses de San Bernardo, con las biografías de algunas figuras notables de la misma (1785).
- El quinto es una historia del Monasterio de las Huelgas de Burgos y, en su segunda parte, del Hospital del Rey (1786).
- El sexto es una historia de la Orden de Calatrava, con un catálogo genealógico de sus maestres (1787).
- El séptimo es una historia de la Orden de Alcántara, con un catálogo genealógico de sus maestres (1789).
- El octavo es una historia de la Orden de Montesa, con un catálogo genealógico de sus maestres (1791).